# Alois Bradáč
Alois Bradáč (* 5. června 1951 Blízkov) je český pedagog, cestovatel, fotograf, spisovatel a pacifista.

## Život
Maturoval na gymnáziu ve Velkém Meziříčí, studoval na Univerzitě Jana Evangelisty Purkyně a pak učil na zdravotnické střední škole v Brně. Procestoval na 40 zemí 4 světadílů, publikovat tisíce fotografií a desítky reportáží, připravoval programy pro děti a mládež v televizi. V roce 2016 získal ocenění Speciální cena pro osobnost regionálního sportu v anketě Sportovec Kraje Vysočina.
V knize Záhadné Zimbabwe vydané v roce 2000 na tragickém osudu svého dědečka vysvětluje svůj odpor k válce a své pacifistické postoje. Pak líčí svůj odlet do Jihoafrické republiky, popisuje tamější otřesné poměry, když chudina po nástupu Nelsona Mandely zchudla ještě víc, a cestu do Zimbabwe, kde návštěvu každé památky doplňuje historickým příběhem, který se k památce váže. K příběhům se staví velmi kriticky, protože za slovy o hrdinských činnech se většinou skrývá válečné vraždění a loupení vítězů nebo práce otroků v nelidských podmínkách.

## Dílo
- Od Tróje k Hanibalovi (Jihlava: Jiprint, 1996)
- Mexiko: Mayové a souvislosti (Brno: Doplněk; Třebíč: Akcent, 1999, Brno: Akácie, 2004)
- Záhadné Zimbabwe (Blansko: SURF, 2000)
- Babylon (2003)
- Mexiko (2004)
- Čína (2007/2014)
- Za dědou na Bajkal (2019)